# Eduardo Tomás Boza Masvidal
Eduardo Tomás Boza Masvidal (* 18. September 1915 in Camagüey; † 16. März 2003 in Los Teques) war Weihbischof in San Cristóbal de la Habana.

## Leben
Eduardo Tomás Boza Masvidal empfing am 28. Februar 1944 die Priesterweihe. 
Papst Johannes XXIII. ernannte ihn am 31. März 1960 zum Weihbischof in San Cristóbal de la Habana und Titularbischof von Vinda. Der Koadjutorerzbischof von San Cristóbal de la Habana, Evelio Díaz Cía, spendete ihm am 15. Mai desselben Jahres die Bischofsweihe; Mitkonsekratoren waren Alfredo Antonio Francisco Müller y San Martín, Weihbischof in San Cristóbal de la Habana, und Carlos Riu Anglés, Bischof von Camagüey.
Er nahm an allen Sitzungsperioden des Zweiten Vatikanischen Konzils teil. Von seinem Amt trat er am 21. März 1963 zurück.